# 二重スパイ (映画)
『二重スパイ』（にじゅうスパイ、原題：이중간첩 / Double Agent）は、2003年制作の韓国のスパイ・サスペンス映画。ハン・ソッキュ主演。『シュリ』では韓国に潜入した北朝鮮工作員を摘発する韓国の諜報部員を演じたハン・ソッキュが、本作では“二重スパイ”として韓国に送り込まれる北朝鮮工作員を演じている。

## あらすじ
冷戦時代の1980年、東ベルリンから銃弾をかいくぐって西側へ1人の男が逃げてきた。男は北朝鮮人のイム・ビョンホで、自由を求めて韓国への亡命を決行したのだった。
亡命後、ビョンホは偽装亡命を疑う国家安全企画部（安企部）の執拗な取り調べをクリアして上層部の信頼を獲得し、2年後に安企部の諜報員として正式に採用された。だが実は、ビョンホは二重スパイとして韓国に送り込まれた北朝鮮の工作員だった。
ある日、ビョンホに北からの最初の指令が下る。それは、ラジオDJを務めるユン・スミに接触せよというものだった。彼女もまた北朝鮮のスパイだった。密命を帯びた2人は恋人を装い面会を重ね、やがてお互いに惹かれあっていく。
そんなある日、先に韓国に潜入していた北朝鮮スパイのグループが作戦に失敗、彼らがその責任を全てビョンホに擦り付けたことから、彼は北と南の双方から追われる身となってしまう。

## キャスト
※括弧内は日本語吹替。
- イム・ビョンホ：ハン・ソッキュ（山路和弘）
- ユン・スミ：コ・ソヨン（岡寛恵）
- ペク・スンチョル：チョン・ホジン（佐々木勝彦）
- ソン・キョンマン：ソン・ジェホ（小島敏彦）
- リュ・スンス

## その他
主演のハン・ソッキュは本作で過去最高のギャラを手にしたとも言われるが興行的には全く振るわず、その後はパッとしない状況が続き、一時期「忘れられたスター」のイメージも付いた。